# 青山圭男

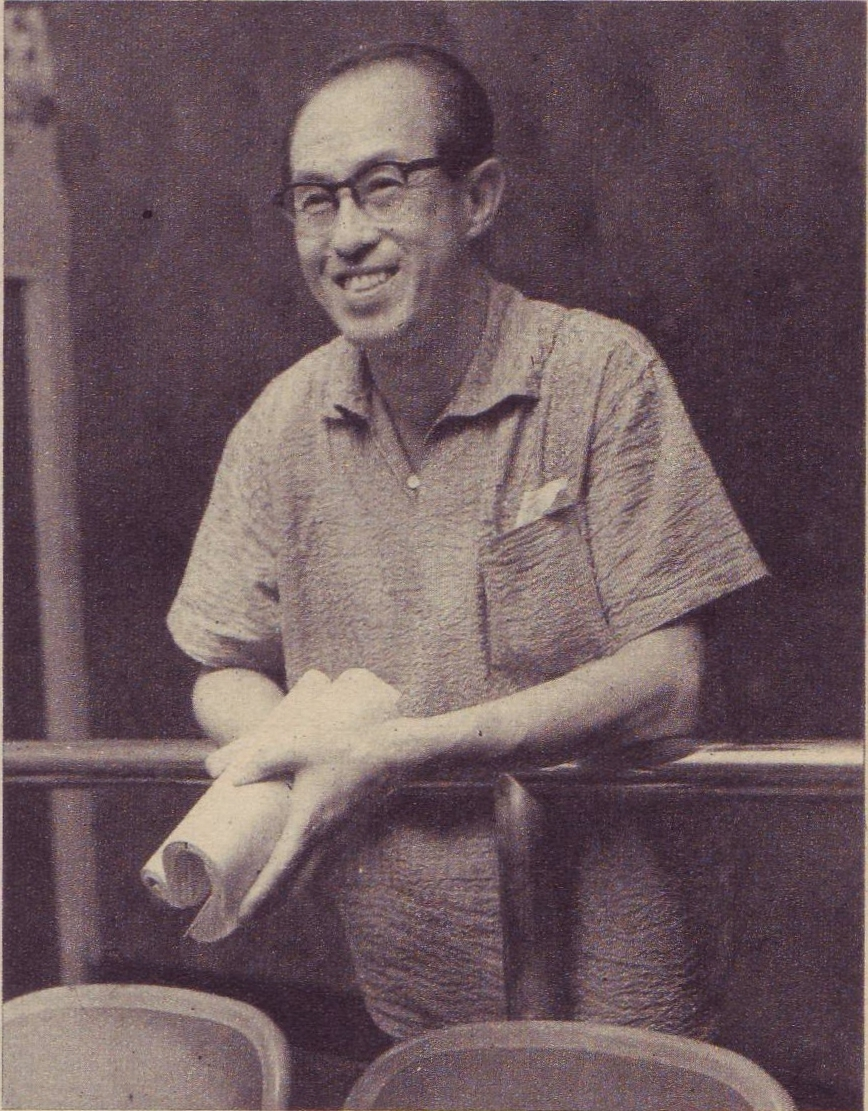
青山圭男（1955年）

青山 圭男（あおやま よしお、1903年1月9日 - 1976年8月27日）は、日本の演出家、振付師。本名、青山小次郎。

## 略歴
- 1901年、京都府に生まれる。
- 1919年、小林一三が国民劇創設のため作った「男子養成会」の創設メンバー・男子専科生第一期生として宝塚入りした。
- 1922年、松竹楽劇部生徒養成所発足の際に舞踊担当の講師として着任。
- 1925年、マクレツォワ夫人の抄演版『白鳥の湖』で王子役を演じる
- 1934年、渡欧、映画出演や独での歌劇公演の演出補佐。
- 1936年頃帰国、主に松竹楽劇で活躍。
- 1948年、藤原歌劇団にてオペラの演出を『セビリアの理髪師』で初めて手がける。

以降同歌劇団を中心にオペラの演出家として活躍。
- 1954年、帝国劇場第8回ミュージカル『蝶々さん』を演出。
- 1954年、日伊合作映画『蝶々夫人』を演出。
- 1958年、メトロポリタン歌劇場にて『蝶々夫人』演出。
- 1976年8月27日、東京・港区にて逝去。享年73。

## 戦前
- 松竹歌劇団を中心に活躍し、1934年に渡欧、その活躍の場を国際的にも展開した。1935年には、オーストリア・トビス社の音楽映画『恋は終わりぬ』（主演：田中路子）に客演し、ドイツ・ベルリン国立歌劇場における歌劇『蝶々夫人』の制作・演出に関しても助言を求められた。

## 戦後
- 藤原歌劇団を中心に主に歌劇の演出に携わり、殊に『喋々夫人』の解釈と演出にあたっては高い評価を受けた。 1954年に帝劇で行われた喜劇『蝶々さん』（主演：田中路子）や日伊合作映画『蝶々夫人』（日本公開1955年 主演：八千草薫）の演出にも深く関わっており、1958年にはニューヨークのメトロポリタン歌劇場での『蝶々夫人』を演出し高い国際的評価を得た。このときのキャストは、指揮：ディミトリ・ミトロプーロス、蝶々夫人：アントニエッタ・ステッラ、ピンカートン：エウジェニオ・フェルナンディ等。
- 青山はこの後もメトロポリタンで数作品の演出を手がけ、1973年に最後の演出となった東京文化会館での東敦子主演、『蝶々夫人』の演出にあたり、「日本に対する誤解に満ちた蝶々夫人を観るのは日本人として忍びない」としつつも、この作品のもつ異国情緒という点を追求し、「リアリズムの追求は、ファンタジーの追放ではなかろうか？」と述べ、「これからはこのオペラに現実の生活に即したFANTASYを発見したい」とのコメントを残した。

## 追記
- 舞踏家としては橘流の名取であり、橘左山を名乗っていた。